# パリス (バンド)
パリス（Paris）は、アメリカ合衆国のパワー・トリオのロック・バンド。元フリートウッド・マックのボブ・ウェルチによって1975年に結成され、ロサンゼルスを中心に活動した。本国では殆ど無名のまま短命に終わったが、日本での人気・知名度は比較的高い。

## 来歴
1974年12月、ウェルチはフリートウッド・マックを脱退して、自分が参加した最後のアルバムとなった『クリスタルの謎』のエンジニアの一人だったジミー・ロビンソンと共に、よりハード・ロック的なアルバムを製作しようと考えた。ジェスロ・タルのオリジナル・メンバーで脱退後にワイルド・ターキーを結成して活動していたグレン・コーニック（ベース）を迎え、約1年間企画を練った上、元ナッズのトム・ムーニー（ドラム）を迎えてトリオを結成。彼等はコーニックがデザインしたロゴが印象的なファースト・アルバム『パリス・デビュー!!』（1976年）を発表する。
レコーディングだけに参加したムーニーの後任にハント・セールスを迎え、ロサンゼルス・エリアを中心に全米各地でライブを行う。彼等は殆ど無名で、ロングビーチ・アリーナなどの大会場では前座を務めた。続いて前作よりポップス寄りで曲調もバラエティに富んだ『パリス・セカンド - ビッグ・タウン2061』（1976年）を発表。セールスは前作を下回った。ウェルチは後に「（パリスは）完全に準備不足だった」と述べている。
ウェルチは3枚目のアルバムの製作に取り掛かった。セールスが顔面麻痺を病み、コーニックが音楽から身を引いて食品会社のマネージャーになってしまったので、ほとんど一人で製作を進めた。彼の構想はギターを中心にしたロックとポップスの融合で、これに好感触を示したレコード会社がソロ名義の製作を提案した。その結果、初のソロ・アルバム『フレンチ・キッス』（1977年）が発表された。

## メンバーのその後
ウェルチは『フレンチ・キッス』で注目を集め、ソロで活動を続ける。2012年、自殺。
コーニックはイギリスに戻った後、1995年、ワイルド・ターキーを再結成。2014年、病没。
セールスはデヴィッド・ボウイ率いるティン・マシーンに参加した。

## ディスコグラフィ

### スタジオ・アルバム
- 『パリス・デビュー!!』 - Paris (1976年)

曲目
1. ブラック・ブック - "Black Book"
2. レリジョン - "Religion"
3. スターケイジ - "Starcage"
4. 美しき若者達 - "Beautiful Youth"
5. ナザレ人 - "Nazarene"
6. 狭き門 - "Narrow Gate (La Porte Etroite)"
7. ソリテアー - "Solitaire"
8. ブックレス - "Breathless"
9. ロック・オブ・エイジス - "Rock of Ages"
10. レッド・レイン - "Red Rain"

- 『パリス・セカンド - ビッグ・タウン2061』 - Big Towne, 2061 (1976年)

曲目
1. ブルー・ロビン - "Blue Robin"
2. ビッグ・タウン2061 - "Big Towne, 2061"
3. 青ざめた馬乗り - "Pale Horse, Pale Rider"
4. ニュー・オリンズ - "New Orleans"
5. アウトロー・ゲーム - "Outlaw Game"
6. マネー・ラブ - "Money Love"
7. ハート・オブ・ストーン - "Heart of Stone"
8. 奴隷商人 - "Slave Trader"
9. ワン・イン・テン - "1 in 10"
10. ジャニー - "Janie"